# ウェルズ・クリーク・クレーター

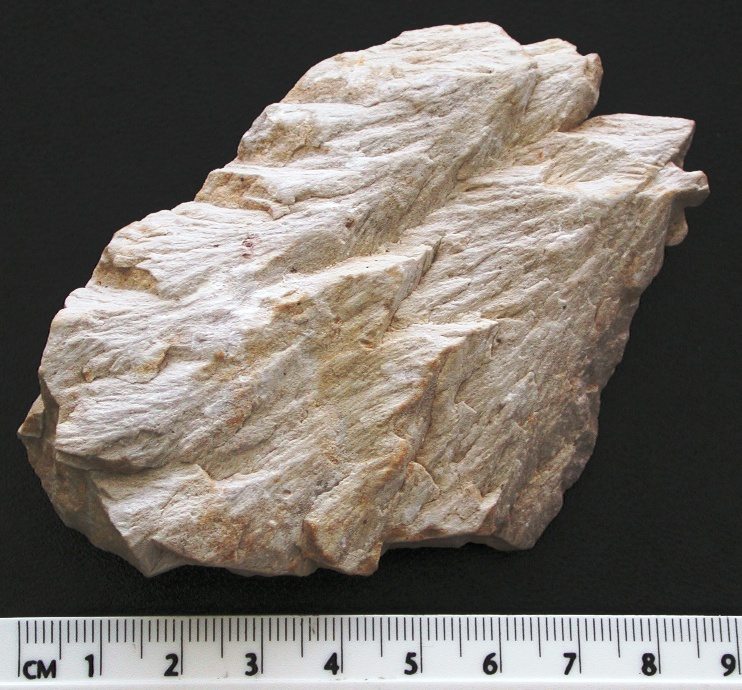
ウェルズ・クリーク・クレーターのドロマイトから見つかったシャッターコーン

ウェルズ・クリーク・クレーター（Wells Creek crater）は、アメリカ合衆国テネシー州にある隕石衝突孔（クレーター）である。直径約12km。
衝突は1～3億年前と見られている。クレーターは、地表にあり、その中心では世界で最も純粋なシャッターコーンが見つかっており、それらの多くは集められて、世界中で展示されている。